# Ermita de la Virgen de la Misericordia (Cretas)
La ermita de la Virgen de la Misericordia de Cretas es una iglesia del siglo XVI con añadidos del siglo XVIII. Está protegida como Bien catalogado del patrimonio cultural aragonés con identificador 1-INM-TER-027-086-023, según consta en el Sistema de Información del patrimonio Cultural Aragonés (SIPCA). 

## Descripción
Se trata de una ermita construida a mediados del siglo XVI (consta la fecha de 1553 grabada en la portada) siguiendo el modelo de templo gótico levantino, aunque presenta algunos elementos, fundamentalmente decorativos, ya propios del Renacimiento. 
Su rotunda fábrica es de sillar de piedra arenisca y se asienta sobre un basamento rocoso, que aflora incluso al interior del templo. Exteriormente destacan sus potentes contrafuertes, uno de los cuales aloja la escalera de caracol que conduce al coro, y su cubierta de losa de piedra. 
Su planta es de nave única dividida en tres tramos con ábside poligonal de cinco lados. El primer tramo presenta capillas laterales a ambos lados, mientras que el segundo sólo tiene capilla en el lado de la Epístola y el tercero contiene un coro alto sobre arco rebajado y forjado plano. Tanto la nave como las capillas laterales se cubren con bóvedas de crucería sencilla con claves talladas. 
En el lado derecho de la cabecera existe una sacristía barroca, adosada en 1741, que se integra perfectamente en la fábrica original de la ermita, sin desvirtuar sus logradas proporciones. 
Por último destaca la portada occidental, en la que se combinan de manera bastante libre distintos motivos clasicistas, dando lugar a un elegante resultado que aligera en cierto modo el carácter cerrado y sobrio de la construcción. 
Se conservan restos de edificaciones conventuales alrededor de la ermita.